# Olga Seryabkina
Olga Seriabkina (en ruso: Ольга Юрьевна Серябкина;  Moscú, 12 de abril de 1985) es una cantautora rusa. Fue miembro del grupo de chicas Serebro, que obtuvo el tercer puesto en el Festival de Eurovisión de 2007, hasta que en 2019 confirmó que abandonaba el grupo, siendo la última de la formación original en hacerlo

## Trayectoria
Olga Seryabkina con siete años comenzó a estudiar ballet. Después se unió al grupo Serebro y fue la compositora de la mayoría de las letras del grupo. La llevó al casting su amiga Elena Temnikova, que ya era miembro de la banda. Participaron en el Festival de la Canción de Eurovisión 2007 y obtuvieron el tercer puesto.
Serebro es una de las bandas rusas más populares. En 2007 empezó a escribir letras para el grupo. En octubre de 2007 corrió el rumor de que Olga Seryabkina dejaba el grupo porque se decía que tenía problemas con la vocalista Elena Temnikova, pero no era cierto.
El 9 de octubre de 2018, Seryabkina, la única miembro que quedaba de la formación original,  anunció a través de Instagram que dejaba el grupo en 2019 para concentrarse en su carrera en solitario. Su carrera en solitario comenzó con el nombre de Holy Molly al principio, cambiándose después únicamente a Molly. En 2022 publicó un álbum con su propio nombre.
En  2008, Olga participó en "La carrera de coches de las estrellas" en el parque Yarkhoma. Los demás competidores fueron Iljya Zudin (del grupo Dinamit), Marina Lizorkina (también miembro de Serebro), los participantes de Star Factory Lena Kukarskaya y Oleg Dobrynin, Maxim Postelnyj (del grupo Plazma) y Sid Spirin (del grupo Tarakany!), entre otros. La banda Serebro fue la única que mostró una verdadera emoción. Demostraron una verdadera capacidad de lucha, por ejemplo, Marina Lizorkina incluso llevaba consigo sus guantes de motociclista. Lena Temnikova también acudió a la carrera y apoyó activamente a sus compañeros, pero no tomó parte en la competición.
Sólo tres participantes tomaron parte en la carrera final de motos. Fue una contrarreloj sin obstáculos, y Olga Seryabkina fue la ganadora.

### Discografía

#### Álbumes (como Molly)
Orca en el cielo (2019)

#### Álbumes (como Olga Seryabkina)
Azul de tu amor (2022)

#### EPs (como Olga Seryabkina)
Razones (2020) [9]